# Carlos Romero (futebolista)
Carlos Romero (7 de setembro de 1927 — 28 de julho de 1999) foi um futebolista uruguaio.

## Carreira
Meia que defendia o Danubio, fez a sua estréia pela Celeste Olímpica em 7 de abril de 1950, sendo convocado pela Copa do Mundo de 1950, disputada no Brasil. Foi suplente do time campeão mundial e não jogou nenhuma partida do certame. Atuou 11 vezes pela seleção uruguaia entre 1950 e 1956, com 4 gols assinalados.

## Títulos
- Copa do Mundo de 1950